# Yulbars Khan
Yulbars Khan (1888- vers 1973) fou un cap turc uigur que va dirigir una revolta musulmana a Komul al Sinkiang.
La situació a la província de Xinjiang era complexa vers 1927; Ma Chung-ying, un musulmà de Gansu, havia establert un petit territori semi independent a la frontera amb Gansu, nominalment sota dependència del govern nacionalista republicà de la Xina; a uns 200 km hi havia l'oasi de Komul (Hami en xinès) que el 1928 encara era un estat de fet independent governat per un vell rei (kan) de nom Maksud Shah, que representava el darrer kan autònom de l'Àsia Central; Maksud va morir el 1930 molt vell i Tchin Chu-jen, el governador xinès, que retenia a l'hereu com a ostatge a Ürümchi, va anunciar l'abolició del kanat i l'annexió a la Xina. Funcionaris xinesos van agafar el control de l'administració i refugiats xinesos de Gansu foren instal·lats a l'oasi. Això va crear gran agitació i l'abril de 1931, quan es va produir un rapte d'una jove musulmana per un xinès, va esclatar la revolta dels uigurs, sent dirigida per diversos caps dels quals el principal era Yulbars Khan, antic funcionari i conseller dels dos darrers kans de Komul, que va buscar l'aliança de Ma Chung-ying contra Tchin Chu-jen. L'exèrcit de Ma era nominalment del Guomindang però n'eren part tants membres de la família Ma o relacionats amb ella, que Yulbars Khan el va esmentar com Ma-tchia-tchün (el meu exèrcit familiar).
Ma va acceptar ajudar a Yulbars i va envair Xinjiang des de la frontera de Gansu. A la tardor fou ferit i es va retirar per un moment a Gansu. La revolta tenia diversos focus entre els quals els dirigits per Khodja Niyaz i Sabit Damulla. L'abril de 1933 Tchin Chu-jen fou enderrocat per un cop d'estat dirigit pel seu cap d'estat major Cheng Chih-ts'ai, originari de la provincià de Liaoning, al nord-est de la Xina, que tenia el suport de tres mil manxús expulsats cap a Sibèria per la invasió japonesa i repatriats a Xinjiang per les autoritats soviètiques. Aquest cop d'estat fou conegut com a "Incident del 12 d'abril". Llavors la rebel·lió musulmana es va consolidar (maig) i es va formar un govern uigur islàmic a Khotan (Govern Islamic de Khotan) dirigit pels anomenats amirs de Khotan, líders religiosos i polítics locals, que s'oposaven tant a la influència soviètica sobre el Guomindang com al govern provincial de llengua xinesa tot i que els soldats d'aquest eren dungans (barreja de xinesos i turcs, tots de religió musulmana). Els uigurs i el govern provincial van ajustar una treva que va saltar per la matança de centenars de dungans per soldats turcs uigurs. La lluita va esclatar obertament.
L'agost de 1932 Ma va tornar al Xinjiang per ajudar els rebels uigurs; la seva cavalleria va arribar fins als afores d'Ürümchi però foren rebutjats per mercenaris russos (blancs). Mentre els uigurs manats per Yulbars Khan i Khodja Niyaz Hadjdji, ocupaven la major part del sud de Xinjiang. El setembre del 1932 s'establien les bases d'una república de Turquestan Oriental. El 1933 Ma Chung-ying va fer dos atacs contra Ürümchi i els uigurs aviat van controlar el terç sud del país i el 12 de novembre de 1933 es va proclamar a Kashghar la república del Turquestan Oriental amb la xaria com a llei suprema; la república tenia sis districtes: Kaixgar, Khotan, Aksu, Karashar, Urumchi i Qomel. Yulbars i Niyaz representaven dins la república als sexctors conservadors, i el primer reclamava principal l'autonomia de Komul i era parlant habitual del xinès, i tenia por d'una influència comunista sobre el Guomindang.
El nou cap del país, Cheng Chi-ts'ai, en no tenir prou suport amb els russos blancs (que estaven refugiats a la zona feia deu anys) i els manxús, va demanar ajut a la Unió Soviètica que va enviar set mil homes (gener del 1934) i van enfrontar a la cavalleria de Ma Chung-ying amb avions i gas tòxic. El general es va haver de retirar cap a Turfan, però en comptes de retirar-se a Gansu, va intentar controlar la part sud del Xinjiang cosa que el va posar en conflicte amb els uigurs de la república del Turquestan Oriental, amb els que ja havia tingut problemes durant els atacs a Ürümchi quan les seves forces van fer incursions al sud seguint el curs del Tarim i van saquejar diverses poblacions uigurs. Ma es va retirar a Kashghar que va ocupar el 6 de febrer i va deposar el president, el hakinbek (Khan) de Khotan, Sabid Tomara, que va fugir a la ciutat de Yarkand. Ma Chung-ying va donar el comandament al seu cunyat Ma Hu Chan (o Ma Hu-shan). Establert al sud de la regió va establir de facto el govern del Dunganistan.
La resistència musulmana al govern provincial va continuar fins al 1937; els rebels van recuperar Kaixgar i es van mantenir a Khotan, ciutat de Yarkand, Aksu i altres llocs. Enfonsades les forces de la república, i les de Ma Hu Chan al sud del país (Dunganistan) el 1937, Yulbars va fugir a Nanking on va romandre fins al 1946 quan va tornar a Komul com enviat del Guomindang i va combatre contra els comunistes al Xinjiang. L'hivern del 1950-1951 va haver de fugir al Tibet. D'allí va passar a Taiwan on fou nomenat governador xinès de Xinjiang (en l'exili) fins a la seva mort.
Va morir a Taiwan vers 1973 (no es va informar de la data). Havia publicat les seves memòries el 1969.